# Édon
Édon, limuz. Aidon  – miejscowość i gmina we Francji, w regionie Nowa Akwitania, w departamencie Charente.
Według danych na rok 1990 gminę zamieszkiwało 306 osób, a gęstość zaludnienia wynosiła 19 osób/km² (wśród 1467 gmin regionu Poitou-Charentes Édon plasuje się na 711. miejscu pod względem liczby ludności, natomiast pod względem powierzchni na miejscu 537.).